# Next Gen (filme)
Next Gen (bra: Next Gen; prt: A Nova Geração) é um filme americano, chinês e canadense de animação 3D produzido pela Baozou Manhua, Alibaba Pictures e Tangent Animation. O filme é dirigido por Kevin R. Adams e Joe Ksander, e protagonizado pelas vozes de John Krasinski, Charlyne Yi, Jason Sudeikis, Michael Peña, David Cross e Constance Wu. O filme foi lançado em 7 de setembro de 2018, na Netflix.

## Enredo
A amizade com um robô secreto transforma a vida de uma menina solitária em uma incrível aventura repleta de vilões, robôs do mal e um maluco querendo dominar o planeta.

## Elenco
- Charlyne Yi como Mai
- John Krasinski como 7723
- Jason Sudeikis como Justin Pin
- Michael Peña como Momo
- David Cross como Dr. Tanner Rice / Q-Bots
- Constance Wu como Molly
- Anna Akana como Ani
- Kitana Turnbull como RJ
- Jet Jurgensmeyer como Junior
- Issac Ryan Brown como Ric
- Betsy Sodaro como Door

## Produção
Em maio de 2018, foi anunciado que a Netflix havia adquirido os direitos de distribuição mundial por 30 milhões de dólares (exceto na China).
A animação foi feita inteiramente com o software livre Blender.

## Lançamento
O filme foi distribuído pela Netflix em 7 de setembro de 2018 e pelo Alibaba / Wanda Group nos cinemas chineses da rede Wanda Cinemas.